# André Rasenberg
Adriaan „André“ Rasenberg (* 17. Juni 1914 in Oosterhout; † 24. Dezember 1994 in Breda) war ein niederländischer Boxer.

## Werdegang
André Rasenberg stammte aus der Boksschool Huub Huizenaar und nahm an den Olympischen Sommerspielen 1936 in Berlin teil. Im Leichtgewichtsturnier schied er in der ersten Runde gegen den Ägypter Kosta Hakim aus.
Ein Jahr später gründete er den Boxclub Bredase Ring. Sein Vater wurde erster Vorsitzender des Vereins.